# Fraaie bandpalpmot
De fraaie bandpalpmot (Syncopacma vinella) is een vlinder uit de familie tastermotten (Gelechiidae). De wetenschappelijke naam is voor het eerst geldig gepubliceerd in 1898 door Bankes.
De soort komt voor in Europa.